# Pre-admission control
Pre-Admission control is een term die in de informatica vooral gebruikt wordt om aan te duiden dat een computer eerst aan een set eisen dient te voldoen alvorens op een computernetwerk toegelaten te worden. Deze eisen kunnen technisch van aard zijn, maar ook te maken hebben met de authenticatie van de gebruiker van de computer. Er wordt geen of beperkte toegang verleend tot alle eisen vervuld zijn, soms in combinatie met een quarantainestelling van de computer.